# Short track na Zimních olympijských hrách 2002
Short track na Zimních olympijských hrách 2002 uvádí přehled medailových umístění v jednotlivých disciplínách short tracku na Zimních olympijských hrách 2002.

## Přehled medailí
| Pořadí | Země                         | Zlato | Stříbro | Bronz | Celkově |
| ------ | ---------------------------- | ----- | ------- | ----- | ------- |
| 1.     | Čína (CHN)                   | 2     | 2       | 3     | 7       |
| 2.     | Jižní Korea (KOR)            | 2     | 2       | 0     | 4       |
| 3.     | Kanada (CAN)                 | 2     | 1       | 3     | 6       |
| 4.     | Spojené státy americké (USA) | 1     | 1       | 1     | 3       |
| 5.     | Austrálie (AUS)              | 1     | 0       | 0     | 1       |
| 6.     | Bulharsko (BUL)              | 0     | 1       | 1     | 2       |
| 7.     | Itálie (ITA)                 | 0     | 1       | 0     | 1       |
|        | Celkem                       | 8     | 8       | 8     | 24      |

## Medailisté

### Muži
| Disciplína     | Zlato | Výkon    | Stříbro                                                                                                   | Výkon    | Bronz                                                           | Výkon    |
| -------------- | --- | -------- | --- | -------- | --------------------------------------------------------------- | -------- |
| 500 m          | Marc Gagnon · Kanada (CAN)                                                                                 | 41.802   | Jonathan Guilmette · Kanada (CAN)                                                                         | 41.994   | Rusty Smith · Spojené státy americké (USA)                      | 42.027   |
| 1000 m         | Steven Bradbury · Austrálie (AUS)                                                                          | 1:29.109 | Apolo Ohno · Spojené státy americké (USA)                                                                 | 1:30.160 | Mathieu Turcotte · Kanada (CAN)                                 | 1:30.563 |
| 1500 m         | Apolo Ohno · Spojené státy americké (USA)                                                                  | 2:18.541 | Li Jiajun · Čína (CHN)                                                                                    | 2:18.731 | Marc Gagnon · Kanada (CAN)                                      | 2:18.806 |
| Štafeta 5000 m | Kanada (CAN) · Jonathan Guilmette · Marc Gagnon · François-Louis Tremblay · Mathieu Turcotte · Éric Bédard | 6:51.579 | Itálie (ITA) · Nicola Franceschina · Nicola Rodigari · Fabio Carta · Maurizio Carnino · Michele Antonioli | 6:56.327 | Čína (CHN) · Li Jiajun · Feng Kai · Guo Wei · Li Ye · An Yulong | 6:59.633 |

### Ženy
| Disciplína     | Zlato                                                                              | Výkon    | Stříbro                                                             | Výkon    | Bronz                                                                                                  | Výkon    |
| -------------- | ---------------------------------------------------------------------------------- | -------- | ------------------------------------------------------------------- | -------- | --- | -------- |
| 500 m          | Jang Jang · Čína (CHN)                                                             | 44.187   | Evgenia Radanova · Bulharsko (BUL)                                  | 44.252   | Wang Chunlu · Čína (CHN)                                                                               | 44.272   |
| 1000 m         | Jang Jang] · Čína (CHN)                                                            | 1:36.391 | Ko Ki-hjon · Jižní Korea (KOR)                                      | 1:36.427 | Yang Yang (S) · Čína (CHN)                                                                             | 1:37.008 |
| 1500 m         | Ko Ki-hjon · Jižní Korea (KOR)                                                     | 2:31.581 | Choi Eun-Kyung · Jižní Korea (KOR)                                  | 2:31.610 | Evgenia Radanova · Bulharsko (BUL)                                                                     | 2:31.723 |
| Štafeta 3000 m | Jižní Korea (KOR) · Choi Eun-Kyung · Choi Min-Kyung · Park Hye-Won · Joo Min-Jin · | 4:12.793 | Čína (CHN) · Jang Jang · Yang Yang (S) · Sun Dandan · Wang Chunlu · | 4:13.326 | Kanada (CAN) · Isabelle Charest · Alanna Kraus · Amélie Goulet-Nadon · Marie-Eve Drolet · Tania Vicent | 4:15.738 |